# 伊莉莎白·霍姆斯
伊莉莎白·安妮·霍姆斯（英語：Elizabeth Anne Holmes；1984年2月3日—），美國金融詐騙犯。曾于美國加州帕罗奥多創辦血液检测公司Theranos，因聲稱掌握只需少量血液即可進行的創新血液检查技術而一度成為生物科技行業的独角兽公司，但於騙局被揭穿後解散。2015年時，《富比士》因為公司估值90亿美元，将霍姆斯评选为全球最年轻、白手起家的女性亿万富翁，她也曾被《時代雜誌》提名为「2015年前100名最有影响力人物」。次年，《富比士》将她的资产估值「从45亿美元更新为一文不值」。而《财富杂志》将霍姆斯称作为“世上最让人失望的领导者”。
2016年起，新闻媒體和监管机构開始質疑Theranos宣称内容的真实性，並且懷疑霍姆斯有意誤導投資者以及政府有關其驗血技術的資訊，此時Theranos就開始走下坡。2018年時美国证券交易委员会對Theranos和霍姆斯利用誇大或虛假的聲稱欺騙消費者，進行「大規模詐騙」提出訴訟，後來霍姆斯為此事付了五十萬美金的罰金、交還其股份、放棄對Theranos的投票控制權、並且十年內禁止擔任上市公司的高級職員或董事。2018年6月，霍姆斯及其前男友、Theranos前營運長桑尼·巴爾瓦尼被聯邦大陪審團起訴九項電匯詐騙罪以及二項串謀電匯詐騙罪，2022年11月判決罪成並判刑11年3个月。
霍姆斯個人認識許多有影響力的人士，並且受到其支持，這些人包括美國前国务卿亨利·基辛格、前国务卿乔治·普拉特·舒尔茨、前國防部長詹姆斯·马蒂斯、教育部長贝琪·德沃斯及前国务卿希拉里·克林顿。霍姆斯已成為《惡血：矽谷獨角獸的醫療騙局！深藏血液裡的祕密、謊言與金錢》及將上映同名電影的主要人物。

## 早年生活
霍姆斯出生於华盛顿哥伦比亚特区，她的父親克里斯丁·拉斯穆斯·福爾摩斯四世（Christian Rasmus Holmes IV）曾經擔任的副總裁，之後在美国国际开发署、美国国家环境保护局及美國貿易署擔任行政職位。霍姆斯的母親諾埃爾·安妮·道斯特（Noel Anne Daoust）是美国国会职员。她的曾祖父克里斯丁·拉斯穆斯·福爾摩斯（Christian Rasmus Holmes）是丹麥裔的醫生，和富家千金贝蒂·弗莱施曼（Bettie Fleischmann）結婚，贝蒂的父親是Fleischmann's Yeast的創辦人查理·路易斯·弗萊施曼。
霍姆斯就讀休斯頓的聖約翰學校，在高中時對電腦程式有興趣。霍姆斯在2001年申請史丹佛大學，就讀化工系，在實驗室中和數位博士研究生以及工程学院院长錢寧·羅伯遜（Channing Robertson）一起工作。
霍姆斯在一年級下學期進入新加坡基因組研究中心的實驗室工作，在針筒搜集的血液樣本中檢驗嚴重急性呼吸系統綜合症（SARS），她在2003年申請第一個專利，內容是可穿戴的給药贴片。霍姆斯在2004年3月時離開史丹佛大學工學院，將她的學費作為消费性医疗保健技术公司的種子基金。

## Theranos公司

### 成立
霍姆斯在加州的帕羅奧圖成立了Real-Time Cures公司，宗旨是「醫療保健的民主化」。霍姆斯提到她的針頭恐懼症是她成立Theranos的動力之一。霍姆斯最早向她在史丹佛大學的幾位教授（其中包括Phyllis Gardner）提出「從指尖的幾滴血中搜集大量数据」時，大部份的人認為「幾乎不可能作到這點，不會有實質成效」，不過霍姆斯成功地讓工程學院院長錢寧·羅伯遜支持她的想法。
霍姆斯在2004年4月成立了公司，公司名稱是Theranos，是therapy（治療）和diagnosis（診斷）的混成詞，並且租用了一個地下室。霍姆斯也雇用了第一名員工，並且租用實驗室空間。羅伯遜成為公司的第一位董事，並且向許多創業投資者介紹霍姆斯。

### 獲得資金及擴張
Theranos在其破產之前，曾經有一段驚人的成長。霍姆斯在2004年12月為Theranos找到了六百萬美元的投資資金。在2010年底時，Theranos獲得的創投資金已超過$9200萬美元，霍姆斯在2011年7月和前國務卿乔治·普拉特·舒尔茨見面，在二小時的會議後，舒尔茨加入霍姆斯的董事會，接下來的三年內，大家認為她「組織了美國企業史上最傑出的董事會」。霍姆斯是用隱形模式經營此公司，沒有新聞，也沒有網站，一直到2013年9月，公司才宣佈和沃爾格林合作，要建立在店內的血液樣品採集中心。霍姆斯在2014年登上《财富》杂志、《福布斯》杂志、《T: The New York Times Style Magazine》杂志及《Inc.》杂志，因此受到媒體的關注。《福布斯》杂志認為霍姆斯是最年輕，自力致富的女性百萬富翁，在2014年的福布斯美国400富豪榜中排名110名。Theranos評估值90億美元，而創投資金已超過$4億美元。在2014年底時，霍姆斯的名字出現在18個美國專利以及66個外國專利中。2015年時，霍姆斯和克利夫兰诊所、Capital BlueCross及AmeriHealth Caritas簽署協議，允許他們使用Theranos的技術。

### Theranos的衰退
《华尔街日报》的John Carreyrou得到醫學專家透露的資訊，認為Theranos的血液檢測設備很可疑，因此開始了長達幾個月的秘密調查。Carreyrou和曾為Theranos員工的吹哨人，得到了郵件記錄等公司文件。霍姆斯在得知調查資訊後，透過她有力的律師David Boies，透過法務及經濟手段，給《华尔街日报》及吹哨人壓力，試法讓John Carreyrou不要發表調查結果。儘管Boies有法律威脅和強硬手段，但John Carreyrou在2015年十月時發表了「重磅炸彈的報導」，內容提到Theranos使用市售的設備進行大部份的血液检查並且其結果不準確，以及其他足以定罪的資料。這是第一起媒體對Theranos的嚴厲批評，後續Carreyrou的一系列報導透露了更多更致命的細節。霍姆斯否認所有的指控，認為《华尔街日报》是「小報」，也表示會提供有關公司檢驗準確度的資料。霍姆斯在報導見報的當天晚上上了Jim Cramer的《Mad Money》節目。Cramer提到說：「這篇報導非常殘酷。」，霍姆斯回應說「當你要作些改變時，就會出現這樣的事，一開始其他人認為你瘋了，接著和你對抗，接下來突然你就改變全世界了。」
美國醫保與醫助服務中心（CMS）檢查了Theranos在加州紐華克的實驗室，發現其員工熟悉度、流程及設備均有不合規定之處，因此在2016年1月發出警告信給Theranos。若Theranos在同年三月未能改善其加州實驗室的問題，CMS監管單位會在接下來的二年內禁止霍姆斯擁有或經營血液實驗室。霍姆斯在NBC的《今天》節目中提到會在新的科學及醫學諮詢委員會的幫助下重建實驗室。美國醫保與醫助服務中心在2016年7月禁止霍姆斯在二年內擁有、經營或指導血液檢測服務（Theranos有向美国卫生及公共服务部提出申訴）。之後不久，沃爾格林結束和Theranos的合作關係，也關閉其門市的血液收集中心。FDA也命令Theranos停用其毛細納米管裝置，這是Theranos的主要發明產品之一。
亞利桑那州在2017年向Theranos提出訴訟，指控該公司賣了150萬血液測試產品給亞利桑那州居民，但是卻隱匿或歪曲有關測試產品的重要資訊。Theranos公司在同年4月答應將測試產品的費用退回給顧客，並且賠償美金$225,000的罰金及律師費，共計465萬美元。其他相關的事件包括美国证券交易委员会、加利福尼亞州北部地區檢察官辦公室及联邦调查局針對民事及刑事的調查，以及二起詐騙的集体诉讼。霍姆斯否認公司在過程中有不當之處。
2017年5月16日，約99%的Theranos股東和公司和解，願意撤回所有当前和潜在的诉讼，換取優先股的股份。霍姆斯釋放了她部份的股東權益，抵消對於未參與股東其股东价值的稀释。

### 刑事指控
在旧金山的美国检察官办公室二年的調查後，联邦大陪审团指控霍姆斯以及Theranos前COO及总裁桑尼·巴爾瓦尼涉及九项电匯欺詐以及二項串謀欺詐行為。檢查官認為霍姆斯和巴爾瓦尼涉及二項犯罪計劃，一個是針對投資者的，另一個則是針對醫師及病患。霍姆斯在起訴書發布後辭去了Theranos的CEO職務，不過仍為董事長。
美国加利福尼亚北区联邦地区法院對此案件進行審理，霍姆斯和巴爾瓦尼表示沒有犯罪。2022年1月，陪審團裁定霍姆斯犯下包括刑事欺詐罪在內的4項罪名，不過欺詐病人的罪名不成立。
霍姆斯56歲前男友兼合夥人巴爾瓦尼則被控12項欺詐罪。她於2022年11月18日被判刑11.25年（135個月），並勒令於2023年4月27日服刑。

## 行銷活動
霍姆斯在2015年6月和墨西哥商人卡洛斯·斯利姆合作，提昇墨西哥的血液檢查。她在2015年10月宣佈#IronSisters，幫助女性從事科學、技術、工程及數學（STEM）的工作。她也幫助起草一項亞歷桑那州的法律，讓當地居民可以在沒有保險或醫療照顧提供者的批准下，獲得實驗室的測試。不過這也誤導了大眾對Theranos準確性及有效性的認知，並且讓大眾成為不知情的受實驗者。

## 人脈
霍姆斯認識許多具有影響力，而且支持她的人。董事會的十二名成員中包括前國務卿亨利·基辛格、前國防部長威廉·佩里、前國務卿乔治·普拉特·舒尔茨、前參議員山姆·纳恩及比爾·弗利斯特、前海軍上將蓋里·羅海德、前國防部長詹姆斯·马蒂斯、以及富國銀行的前CEO Dick Kovacevich及比奇特尔公司的前CEO Riley Bechtel。她高調的私人投資者包括媒体大亨鲁伯特·默多克、川普總統任內的教育部長贝琪·德沃斯、沃尔玛的沃尔顿家族、考克斯企业的考克斯家族以及墨西哥百萬富翁卡洛斯斯利姆，在公司倒閉時都損失了上百萬美金。霍姆斯是希拉里·克林顿2016年參選總統時的支持者之一，也是她女兒切尔西·克林顿的朋友。曾在 2015 年擔任過時任美國總統歐巴馬的「全球創業大使」（Presidential Ambassadors for Global Entrepreneurship, PAGE）之一。2015年時任副總統拜登參觀Theranos公司。 （页面存档备份，存于）
霍姆斯也有私人的友誼，她常以友人的身份參加乔治·普拉特·舒尔茨的家庭派對。舒尔茨的孫子泰勒·舒尔茨才大學畢業，就在Theranos開始了第一份工作。他也是向華爾街日報的John Carreyrou透露公司腐败问题的举报人之一。得知此事後，霍姆斯透過律師David Boies威脅，若泰勒繼續透露消息，她要告舒尔茨家庭，並且使其破產。乔治·普拉特·舒尔茨忠於霍姆斯，要孫子泰勒不要再透露消息給《華爾街日報》。

## 獎項
在Theranos解體之前，霍姆斯受到廣泛的好評。她曾被評為《時代雜誌》2015年最具影響力人物之一，獲得《福布斯》雜誌的Under 30 Doers奬項，名列在2015年的「最有權力女性」名單中，也被Glamour雜誌評為年度女性。霍姆斯獲得2015年的Horatio Alger獎，是該獎項最年輕的得獎者。霍姆斯也曾獲得《財富》雜誌的年度最佳商業人士，並年列40 Under 40名單中。
後來Theranos的許多新聞曝光，也有多筆有關Theranos的刑事訴訟及民事訴訟，美国证券交易委员会指控霍姆斯是大規模欺詐。《財富》在2016年將霍姆斯列為「全世界最令人失望的領導者」之一。

## 個人生活

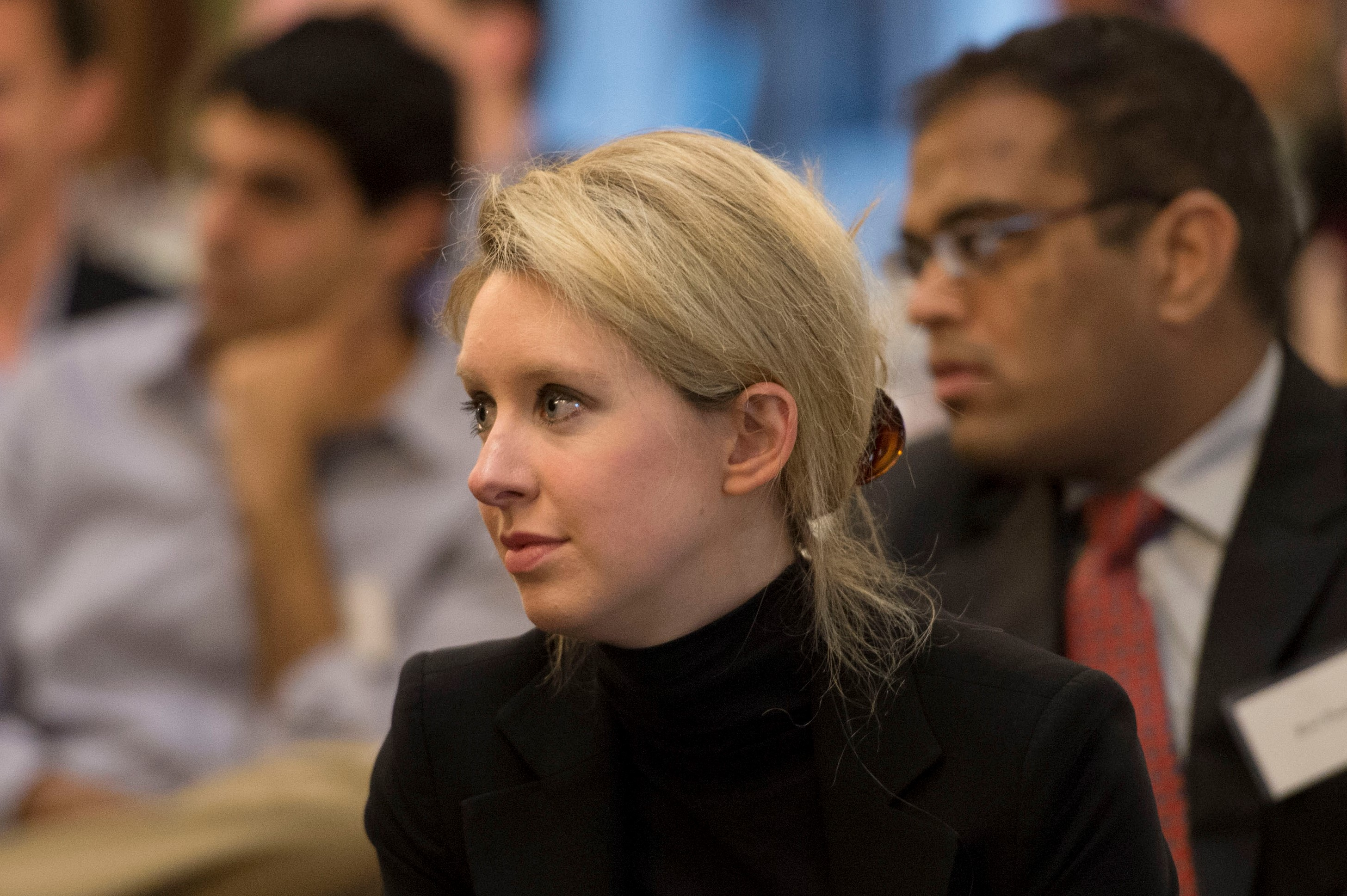
伊莉莎白·霍姆斯2013年4月17日在史丹佛大學的照片

在2018年Theranos解散之前，伊莉莎白·霍姆斯有Theranos 50%的股份，《福布斯》將她列為美國最有錢、白手起家的女性之一，資產45億美元。《福布斯》在2016年6月更新Theranos的價值8億美元，這使得霍姆斯的股份變得沒有價值，因為其他持有特別股的投資者可以在霍姆斯（只持有普通股）之前優先獲得清債。據報導，霍姆斯因為行使期权，欠Theranos 2500萬美元的債務。她沒有從其中收到現金，也沒有賣掉她那些有關債務的股票。

## 有关其事迹的書籍及纪录片
作家John Carreyrou在2018年5月發表作品（坏血），有不少的迴響。計劃了一部以此書為基礎的電影，並由她本人飾演霍姆斯，由亞當·麥凱擔任編劇及導演。

## 延伸閲讀
- Bilton, Nick. . Vanity Fair (Condé Nast). February 20, 2019  [February 23, 2019]. （原始内容存档于2019-02-23）.

## 外部連結
- 伊莉莎白·霍姆斯在互联网电影资料库（IMDb）上的資料（英文）
- C-SPAN內的頁面（英文）
- . （原始内容存档于2018-08-16）.
- .   [2017-01-19]. （原始内容存档于2017-01-02）.
- .   [2018-09-22]. （原始内容存档于2020-11-08）.
- .   [2018-09-22]. （原始内容存档于2021-05-28）.